# كاميلا فيليبي
كاميلا فيليبي (بالإيطالية: Camilla Filippi)‏ هي ممثلة إيطالية، ولدت في 13 أكتوبر 1979 في إيطاليا.

## وصلات خارجية
- كاميلا فيليبي على موقع IMDb (الإنجليزية)
- كاميلا فيليبي على موقع ألو سيني (الفرنسية)
- كاميلا فيليبي على موقع أول موفي (الإنجليزية)
- كاميلا فيليبي على موقع قاعدة بيانات الأفلام السويدية (السويدية)
- كاميلا فيليبي على موقع قاعدة بيانات الفيلم (الإنجليزية)
- كاميلا فيليبي على موقع كينوبويسك (الروسية)